# Bataille de Konya
Ne doit pas être confondu avec Bataille d'Iconium.
 (avril 2022).
Première Guerre égypto-ottomane
La bataille de Konya est une bataille de la première Guerre égypto-ottomane qui s'est déroulée le 21 décembre 1832 à Konya dans l'actuelle Turquie entre l'Empire ottoman, du sultan Mahmoud II, et l'Égypte, de Méhémet Ali. La bataille fut remportée par l'Égypte.

## Les forces en présence
- Ottomans : l'armée de Rechid Pacha compte 80 000 hommes dont une bonne partie d'irréguliers venant de l'Empire comme des Albanais. 54 000 hommes sont engagés dans cette bataille[1]
- Égyptiens : l'armée d'Ibrahim Pacha, forte de 50 000 hommes, est constituée de nouvelles recrues enrôlées lors de cette avancée en Grande Syrie. Le cœur des unités se forme autour d'une brigade de garde expérimentée. 15 000 sont engagés dans cette bataille[1]

## Le déroulement
La journée est très brumeuse.
L'armée égyptienne est dos à Konya et face au nord en trois rangs. Le premier est constitué des 13e et 18e brigades d'infanterie sous le commandement de Selim Elmanstery, le second par les 12e et 14e brigades d'infanterie sous le commandement du colonel Sève et le troisième par la garde sous le commandement d'Ibrahim Pacha.
L'armée ottomane est sur quatre rangs, avec les irréguliers sur le quatrième.
Lors d'une contre-offensive, la réserve égyptienne perce les rangs de la gauche ottomane et capture Mehmet Rechid Pacha. Il en résulte une grande confusion dans l'armée ottomane qui se débande, laissant de nombreux prisonniers et canons sur le champ de bataille.

## Conséquences
La grande différence de pertes apporte une grande popularité à Ibrahim Pacha. La route vers Constantinople étant ouverte, les puissances européennes entrent en jeu pour stopper l'avance égyptienne.